# Chileens voetbalelftal in 1982
Het Chileens voetbalelftal speelde in totaal zeven officiële interlands in het jaar 1982, waaronder drie duels bij het WK voetbal 1982. De nationale selectie, bijgenaamd La Roja, stond onder leiding van bondscoach Luis Santibáñez.

## Balans
| Wedstrijden | Wedstrijden | Wedstrijden | Wedstrijden | Doelpunten | Doelpunten | Doelpunten | Punten |
| Gespeeld    | Winst       | Gelijk      | Verlies     | Voor       | Tegen      | Saldo      | Punten |
| ----------- | ----------- | ----------- | ----------- | ---------- | ---------- | ---------- | ------ |
| 7           | 2           | 0           | 5           | 8          | 13         | –5         | 0.571  |

## Interlands
|                                                     |                                                 |       |                           |                                                                                          |
| 23 maart Copa del Pacífico № 334 «onderlinge duels» | Chili                                           | 2 – 1 | Peru                      | Estadio Nacional, Santiago Toeschouwers: 49.800 Scheidsrechter: Edison Peréz Nuñez (PER) |
| 23 maart Copa del Pacífico № 334 «onderlinge duels» | Juan Carlos Letelier 13' Miguel Ángel Neira 29' |       | 17' (e.d.) Elías Figueroa | Estadio Nacional, Santiago Toeschouwers: 49.800 Scheidsrechter: Edison Peréz Nuñez (PER) |

|                                                     |                    |       |       |                                                                                |
| 30 maart Copa del Pacífico № 335 «onderlinge duels» | Peru               | 1 – 0 | Chili | Estadio Nacional, Lima Toeschouwers: 38.000 Scheidsrechter: Victor Ojeda (CHI) |
| 30 maart Copa del Pacífico № 335 «onderlinge duels» | Franco Navarro 38' |       |       | Estadio Nacional, Lima Toeschouwers: 38.000 Scheidsrechter: Victor Ojeda (CHI) |

|                                                   |                                         |       |                                                       |                                                                                       |
| 18 mei Vriendschappelijk № 336 «onderlinge duels» | Chili                                   | 2 – 3 | Roemenië                                              | Estadio Nacional, Santiago Toeschouwers: 28.000 Scheidsrechter: Guillermo Budge (CHI) |
| 18 mei Vriendschappelijk № 336 «onderlinge duels» | Vladimir Bigorra 55' Carlos Caszely 62' |       | 8' Michael Klein 25' Michael Klein 28' Ionel Augustin | Estadio Nacional, Santiago Toeschouwers: 28.000 Scheidsrechter: Guillermo Budge (CHI) |

|                                                   |                     |       |         |                                                                                    |
| 22 mei Vriendschappelijk № 337 «onderlinge duels» | Chili               | 1 – 0 | Ierland | Estadio Nacional, Santiago Toeschouwers: 25.000 Scheidsrechter: Victor Ojeda (CHI) |
| 22 mei Vriendschappelijk № 337 «onderlinge duels» | Miguel Ángel Gamboa |       |         | Estadio Nacional, Santiago Toeschouwers: 25.000 Scheidsrechter: Victor Ojeda (CHI) |

| WK voetbal 1982 |
| --------------- |

|                                                                 |       |           |                      |                                                                                            |
| 17 juni WK-eindronde Groep B № 338 «onderlinge duels» 17:15 uur | Chili | 0 – 1     | Oostenrijk           | Estadio Carlos Tartiere, Oviedo Toeschouwers: 22.500 Scheidsrechter: Juan Cardellino (URU) |
| 17 juni WK-eindronde Groep B № 338 «onderlinge duels» 17:15 uur |       | (details) | 21' Walter Schachner | Estadio Carlos Tartiere, Oviedo Toeschouwers: 22.500 Scheidsrechter: Juan Cardellino (URU) |

|                                                                 |                                                                                               |           |                     |                                                                                   |
| 20 juni WK-eindronde Groep B № 339 «onderlinge duels» 17:15 uur | West-Duitsland                                                                                | 4 – 1     | Chili               | Estadio El Molinón, Gijón Toeschouwers: 42.000 Scheidsrechter: Bruno Galler (SUI) |
| 20 juni WK-eindronde Groep B № 339 «onderlinge duels» 17:15 uur | Karl-Heinz Rummenigge 9' Karl-Heinz Rummenigge 57' Karl-Heinz Rummenigge 66' Uwe Reinders 81' | (details) | 90' Gustavo Moscoso | Estadio El Molinón, Gijón Toeschouwers: 42.000 Scheidsrechter: Bruno Galler (SUI) |

|                                                                 |                                                   |           |                                                        |                                                                                          |
| 24 juni WK-eindronde Groep B № 340 «onderlinge duels» 17:15 uur | Algerije                                          | 3 – 2     | Chili                                                  | Estadio Carlos Tartiere, Oviedo Toeschouwers: 16.000 Scheidsrechter: Rómulo Méndez (GUA) |
| 24 juni WK-eindronde Groep B № 340 «onderlinge duels» 17:15 uur | Salah Assad 7' Salah Assad 31' Tedj Bensaoula 35' | (details) | 59' (pen.) Miguel Ángel Neira 73' Juan Carlos Letelier | Estadio Carlos Tartiere, Oviedo Toeschouwers: 16.000 Scheidsrechter: Rómulo Méndez (GUA) |

|  |  |  |  |  |  |  |  |  |

## Statistieken
| Mario Osbén          | 1955-07-14 | Colo-Colo               | 7 | 0 | 0 | 29 | 0  |
| Verdediging          |            |                         |   |   |   |    |    |
| Elías Figueroa       | 1946-10-25 | Colo-Colo               | 7 | 0 | 0 | 47 | 3  |
| Vladimir Bigorra     | 1954-08-09 | Universidad de Chile    | 6 | 0 | 1 | 20 | 1  |
| René Valenzuela      | 1955-04-20 | CD Universidad Católica | 5 | 0 | 0 | 26 | 0  |
| Lizardo Garrido      | 1957-08-25 | Colo-Colo               | 4 | 0 | 0 | 17 | 0  |
| Mario Galindo        | 1951-08-10 | Colo-Colo               | 3 | 1 | 0 | 29 | 0  |
| Óscar Rojas          | 1958-11-15 | Colo-Colo               | 2 | 0 | 0 | 2  | 0  |
| Enzo Escobar         | 1951-11-10 | CD Cobreloa             | 1 | 0 | 0 | 25 | 0  |
| Middenveld           |            |                         |   |   |   |    |    |
| Rodolfo Dubó         | 1953-09-11 | CD Palestino            | 6 | 0 | 0 | 30 | 0  |
| Miguel Ángel Neira   | 1952-10-09 | CD Universidad Católica | 4 | 2 | 2 | 26 | 3  |
| Eduardo Bonvallet    | 1955-01-13 | CD Universidad Católica | 4 | 1 | 0 | 24 | 0  |
| Mario Soto           | 1950-07-10 | CD Cobreloa             | 3 | 1 | 0 | 36 | 1  |
| Orlando Mondaca      | 1961-06-24 | Universidad de Chile    | 2 | 0 | 0 | 6  | 0  |
| Carlos Rivas         | 1953-05-24 | Colo-Colo               | 2 | 0 | 0 | 24 | 4  |
| Armando Alarcón      | 1955-08-19 | CD Cobreloa             | 1 | 1 | 0 | 2  | 0  |
| Manuel Rojas         | 1954-06-13 | CD Universidad Católica | 0 | 1 | 0 | 27 | 2  |
| Raul Ormeño          | 1958-06-21 | Colo-Colo               | 0 | 1 | 0 | 1  | 0  |
| Aanval               |            |                         |   |   |   |    |    |
| Gustavo Moscoso      | 1955-08-10 | Universidad de Chile    | 6 | 0 | 1 | 21 | 4  |
| Miguel Ángel Gamboa  | 1951-06-21 | Universidad de Chile    | 5 | 1 | 1 | 17 | 5  |
| Patricio Yáñez       | 1961-01-20 | Real Valladolid         | 4 | 1 | 0 | 26 | 4  |
| Carlos Caszely       | 1950-07-05 | Colo-Colo               | 3 | 1 | 1 | 41 | 26 |
| Juan Carlos Letelier | 1959-05-20 | CD Cobreloa             | 2 | 3 | 2 | 7  | 2  |

FFCh · A-internationals · Selecties · Bondscoaches · Chileens vrouwenelftal · Olympisch elftal · Chili U21 · Chili U20 · Chili U19 · Chili U18 · Chili U17
1910 – 1919 ·
1920 – 1929 ·
1930 – 1939 ·
1940 – 1949 ·
1950 – 1959 ·
1960 – 1969 ·
1970 – 1979 ·
1980 – 1989 ·
1990 – 1999 ·
2000 – 2009 ·
2010 – 2019 ·
2020 – 2029
WK 1930 · 
WK 1950 · 
WK 1962 · 
WK 1966 · 
WK 1974 · 
WK 1982 · 
WK 1998 · 
WK 2010 · 
WK 2014
OS 1928 · 
OS 1952 · 
OS 1984 · 
OS 2000
1910 · 
1911 · 1912 · 
1913 · 
1914 · 1915 · 
1916 · 
1917 · 
1918 · 
1919 · 
1920 · 
1921 · 
1922 · 
1923 · 
1924 · 
1925 · 
1926 · 
1927 · 
1928 · 
1929 · 
1930 · 
1931 · 1932 · 1933 · 1934 · 
1935 · 
1936 · 
1937 · 
1938 · 
1939 · 
1940 · 
1941 · 
1942 · 
1943 · 1944 · 
1945 · 
1946 · 
1947 · 
1948 · 
1949 · 
1950 · 
1951 · 
1952 · 
1953 · 
1954 · 
1955 · 
1956 · 
1957 · 
1958 · 
1959 · 
1960 · 
1961 · 
1962 · 
1963 · 
1964 · 
1965 · 
1966 · 
1967 · 
1968 · 
1969 · 
1970 · 
1971 · 
1972 · 
1973 · 
1974 · 
1975 · 
1976 · 
1977 · 
1978 · 
1979 · 
1980 · 
1981 · 
1982 · 
1983 · 
1984 · 
1985 · 
1986 · 
1987 · 
1988 · 
1989 · 
1990 ·
1991 · 
1992 · 
1993 · 
1994 · 
1995 · 
1996 · 
1997 · 
1998 · 
1999 · 
2000 · 
2001 · 
2002 · 
2003 · 
2004 · 
2005 · 
2006 · 
2007 · 
2008 · 
2009 · 
2010 · 
2011 · 
2012 · 
2013 · 
2014 · 
2015 · 
2016 ·
2017 ·
2018 ·
2019 ·
2020 ·
2021 ·
2022 ·
2023 ·
2024
Albanië ·
Algerije ·
Argentinië ·
Armenië ·
Australië ·
België ·
Bolivia ·
Bosnie en Herzegovina ·
Brazilië ·
Bulgarije ·
Burkina Faso ·
Canada ·
China ·
Colombia ·
Costa Rica ·
Cuba ·
DDR ·
Denemarken ·
Dominicaanse Republiek ·
Duitsland ·
Ecuador ·
Egypte ·
El Salvador · 
Engeland ·
Estland ·
Finland ·
Frankrijk ·
Ghana · 
Griekenland ·
Guatemala ·
Guinee ·
Haïti ·
Honduras ·
Hongarije ·
Ierland ·
IJsland ·
Irak ·
Iran ·
Israël ·
Italië ·
Ivoorkust ·
Jamaica ·
Japan ·
Joegoslavië ·
Kameroen ·
Kroatië ·
Litouwen ·
Marokko ·
Mexico ·
Nederland ·
Nieuw-Zeeland · 
Noord-Ierland ·
Noord-Korea ·
Oekraïne · 
Oman · 
Oostenrijk ·
Palestina ·
Panama · 
Paraguay ·
Peru ·
Polen ·
Portugal · 
Qatar ·
Roemenië · 
Rusland ·
Saoedi-Arabië ·
Schotland ·
Senegal ·
Servië ·
Slowakije ·
Sovjet-Unie ·
Spanje ·
Togo ·
Trinidad en Tobago ·  
Tsjecho-Slowakije ·
Tunesië · 
Turkije · 
Uruguay ·
Venezuela ·
Verenigde Arabische Emiraten ·
Verenigde Staten ·
Wales ·
Zambia ·
Zuid-Afrika ·
Zuid-Korea ·
Zweden ·
Zwitserland
Algerije (1982) · 
Australië (2014) · 
Brazilië (2014) · 
Honduras (2010) · 
Nederland (2014) · 
Oostenrijk (1982) · 
Spanje (2010) · 
Spanje (2014) · 
West-Duitsland (1982) · 
Zwitserland (2010)